# Puente Orinoquia
Die Puente Orinoquia (auch Zweite Orinoco-Brücke genannt) ist eine Straßen- und Eisenbahnbrücke über den Orinoco bei Ciudad Guayana im Bundesstaat Bolívar von Venezuela. Sie ist die zweite Brücke über den Orinoco nach der Puente de Angostura bei Ciudad Bolivar ungefähr 120 Straßenkilometer stromaufwärts. Die dritte Brücke über den Orinoco, die Puente Mercosur, wird wohl 2016 eröffnet werden; sie steht 480 km weiter flussaufwärts.

## Lage
Die Puente Orinoquia steht rund 40 km oberhalb der Innenstadt von Ciudad Guayana. Der Orinoco ist dort bei Niedrigwasser 1 Kilometer und bei Hochwasser 2 Kilometer breit. Sein Wasserspiegel schwankt im Laufe des Jahres um 12 Meter. Unter den beiden Hauptöffnungen der Brücke verlaufen die beiden Schifffahrtskanäle des Flusses. Die Brücke verbindet Ciudad Guayana und damit einen großen Teil des Bundesstaates Bolivar im Süden des Flusses mit den Bundesstaaten Anzoátegui und Monagas im Norden des Flusses.

## Beschreibung
Die Puente Orinoquia besteht aus zwei aneinandergereihten, insgesamt 1200 m langen Schrägseilbrücken mit Spannweiten von 300 m in den Hauptöffnungen, sowie der 636 m langen nördlichen Vorlandbrücke und der 1320 m langen südlichen Vorlandbrücke. Das Brückenbauwerk ist somit insgesamt 3156 m lang. Die Brücke hat je zwei Fahrspuren für den Kfz-Verkehr, die durch eine eingleisige Eisenbahntrasse in der Mitte getrennt sind. Rad- oder Gehwege sind nicht vorhanden. Ein Eisenbahngleis ist bisher (2012) nur auf einem kurzen Stück zu Demonstrationszwecken eingebaut worden.
Das Brückendeck ist insgesamt 24,7 m breit. Es wird von einem über die gesamte Brücke durchlaufenden stählernen Hohlkasten mit weit auskragenden Druckstreben getragen. Die Stahlkonstruktion ist mit einer 25 cm starken Betonplatte verbunden. Die H-förmigen Pylone aus Stahlbeton sind 119,2 m hoch. Sie stehen auf einem 6 m hohen Querbalken, der seinerseits auf zahlreichen Großbohrpfählen gegründet ist. Die Stiele der Pylonen sind unterhalb des Brückendecks und im Bereich der Verankerungen der fächerförmig angeordneten Schrägseile durch 5 m hohe Querbalken versteift. Unter dem mittleren Feld zwischen den beiden Brücken befinden sich senkrechte sowie schräg gestellte Stützen, die die beiden Brücken gegenüber den wandernden Lasten der sich bewegenden Lastkraftwagen und Züge stabilisieren. Aus dem gleichen Grund sind auch unter den äußeren Abspannfeldern Stützen angeordnet, die sowohl Lasten tragen als auch Zugkräfte aufnehmen. Das Brückendeck wurde teils durch Einschieben und teils im Freivorbau montiert.

## Geschichte
Die Idee einer zweiten Orinoco-Brücke wurde seit 1966 diskutiert. 1997 wurde der Bau im Rahmen eines BOT-Vertrages (Build, Operate, Transfer) ausgeschrieben, aber nachdem Hugo Chávez 1998 die Präsidentschaftswahlen gewonnen hatte, zogen sich die Bieter zurück. Brasiliens Präsident Fernando Henrique Cardoso bot Venezuela daraufhin die Finanzierung von Großprojekten an. In einem bilateralen Abkommen wurde dann vereinbart, die zweite Orinoco-Brücke durch Brasiliens Program for Exports of Goods and services (Proex) zu finanzieren. Der Bauherr, die Corporación Venezuelana de Guayana (CVG) beauftragte das schon seit längerem auch in Venezuela tätige brasilianische Bauunternehmen Construtora Norberto Odebrecht als Generalunternehmer für die Planung und den Bau der Brücke. Leonhardt, Andrä und Partner fertigten im Auftrag von Odebrecht den Entwurf. Der Bau begann im Februar 2001 auf beiden Ufern des Orinoco. In der Spitze waren 3600 Mitarbeiter an dem Projekt beschäftigt, die zu 97 % aus Venezuela kamen. Die feierliche Eröffnung fand am 13. November 2006 in Anwesenheit des venezolanischen Präsidenten Hugo Chavez und des brasilianischen Präsidenten Luiz Inácio Lula da Silva statt.
Im Jahr 2012 kritisierten die Medien, dass die Eisenbahn über die Brücke noch nicht gebaut sei und die Brücke selbst erhebliche Schäden durch Vernachlässigung zeige.